# Глядень
Гля́день (рос. Глядень) — село у складі Благовіщенського району Алтайського краю, Росія. Адміністративний центр Гляденської сільської ради.

## Населення
Населення — 737 осіб (2010; 854 у 2002).
Національний склад (станом на 2002 рік):
- росіяни — 69 %